# Inklusionstaxi
Inklusionstaxen (auch Taxi für alle, Rollstuhl-Taxi) sind multifunktionale barrierefreie Fahrzeuge. Die umgebauten Taxen ermöglichen den Nutzergruppen (sowohl mobilitätsbehinderte Personen, einschließlich Rollstuhlnutzer, als auch nichtbehinderte Personen) mehr Teilhabe an der Mobilität und erweitern das inklusive Mobilitätsangebot für barrierefreie und spontane Fahrtmöglichkeiten.

## Einführung des Inklusionstaxis im Land Berlin
Die Einführung barrierefreier Taxen in Berlin war ein Baustein für die Erweiterung des inklusiven innerstädtischen Verkehrsnetzes. Auf den Straßen Berlins sollten nach Vorgabe des Senats mit Investitionshilfen des Landes Berlin bis spätestens 2021 insgesamt 250 barrierefreie und multifunktionale Inklusionstaxis unterwegs sein. Dadurch sollte die Spontanität und die Selbstbestimmung von mobilitätseingeschränkten Personen verbessert werden. Mit der Umsetzung des Förderprogramms Inklusionstaxi Berlin war das Landesamt für Gesundheit und Soziales Berlin betraut worden.
Seit 2022 werden E-Inklusionstaxis im Rahmen der Förderrichtlinie zum Programm Wirtschaftsnahe Elektromobilität der Senatsverwaltung für Wirtschaft, Energie und Betriebe gefördert. Das Programm hat eine Laufzeit bis Ende 2023.
Die Anträge auf Förderung von E-Inklusionstaxis sowie Ein- und Umbauten von E-Taxis zu E-Inklusionstaxis können bei einem Unternehmen gestellt werden.

## Einführung des Inklusionstaxis im Landkreis München
Auch in München wird die Anschaffung oder der Umbau zum Inklusionstaxi gefördert. Über das Landratsamt München konnten Taxiunternehmen von April 2020 bis Ende 2025 eine Förderung für die Umrüstung oder Neuanschaffung eines Inklusionstaxis erhalten. Es sollten bis zu 30 Taxis im Landkreis München für Menschen mit Behinderung zur Verfügung stehen.

## Sonstige Einführungen
Inklusionstaxis wurden in folgenden weiteren Städten eingeführt:
- Hamburg[10]
- Köln[11]
- Mannheim[12]
- Stuttgart[12]
- Würzburg[1]